# Alfred Cheetham
Alfred Cheetham (Liverpool, 6 de Maio de 1867 – Mar do Norte, 22 de Agosto de 1918) foi membro de várias expedições à Antártida. Fez parte da Expedição Nimrod e da Expedição Transantártica Imperial como terceiro-oficial. Morreu no mar quando o seu navio foi atingido por um torpedo durante a Primeira Guerra Mundial. Pela sua prestação na Expedição Transantártica Imperial, recebeu a Medalha Polar.